# سیارک ۲۹۸۲۵
سیارک ۲۹۸۲۵ (به انگلیسی: 29825 Dunyazade، نامگذاری:1999DB4) بیست و نه هزار و هشتصد و بیست و پنجمین سیارک کشف شده‌است که در ۲۰ فوریه ۱۹۹۹ کشف شد.